# Euagathis bipartita
Euagathis bipartita är en stekelart som beskrevs av Günther Enderlein 1920. Euagathis bipartita ingår i släktet Euagathis och familjen bracksteklar. Inga underarter finns listade i Catalogue of Life.